# Museo civico di Troia
Il museo civico di Troia è nella città di Troia, cittadina della Puglia in provincia di Foggia.

## Storia
Venne allestito nel 1971 nei locali del piano terra del seminterrato del cinquecentesco palazzo d'Avalos, è diviso in cinque settori: 
- epoca contemporanea,
- epoca moderna,
- epoca medievale,
- epoca romana
- epoca pre-romana.

## Reperti importanti
Tra i pezzi più importanti sono conservati:
- la tomba - colombario di Gaidefreda ed Enea (X - XI secolo)
- una litografia del corpo imbalsamato di Federico II
- la lastra sepolcrale del sarcofago di Rubria Marcella (II - III secolo)
- il sarcofago di San Secondino (VII secolo)
- colonne e capitelli con epigrafi funerarie di epoca romana
- un tratto della pavimentazione della via consolare Traiana, ritrovato a Troia lungo corso Regina Margherita durante i lavori di ripavimentazione del 1956
- coppe, brocche, pissidi, corredo tombale e stele funerarie (VIII - VI secolo a.C.)